# Баунсинг Соулс
„Баунсинг Соулс“ (на английски: Bouncing Souls) е пънк рок група от град Ню Брънзуик, щата Ню Джърси (в метрополния район на Ню Йорк), САЩ.
Групата е основана през 1987 г. Известна е с леки, бързи, закачливи и мелодични парчета, което е характерна черта и за други местни банди.
Името на групата означава „Подскачащи души“ и е свръзано с популярните обувки в пънк субкултуратата Док Мартенс, които имат изписани на тях „с отскачащи подметки“ (with bouncing soles). Думите souls (души) и soles (подметки) на английски се произнасят по един и същи начин (като „соулс“) и името на групата е вид игра на думи.

## Членове
- Грег Атонито
- Пийт Стайнкопф
- Брайън Кинлън
- Майкъл Макдърмът

## Дискография
- The Good, The Bad & The Argyle (1994)
- Maniacal Laughter (1996) (Маниашки смях)
- The Bouncing Souls (1997) (Подскачащи души)
- Hopeless Romantic (1999) (Безнадежден романтик)
- How I Spent My Summer Vacation (2001) (Как си прекарах лятната ваканция)
- Anchors Aweigh (2003)
- The Gold Record (2006) (Златният запис)
- Ghosts on the Boardwalk (2010) (Призраци на бордуока/дъсчения път)